# Oscar Randi
Oscar Randi (Zara, 19 giugno 1876 – Roma, 13 dicembre 1949) è stato uno storico italiano, autore di saggi riguardanti soprattutto la Dalmazia e i Balcani.

## Formazione
Oscar Randi nacque e crebbe a Zara, allora capitale della Dalmazia austriaca attraversata tra la fine del XIX secolo e l'inizio del XX dalla contrapposizione tra nazionalisti croati e autonomisti italiani.
Laureatosi in giurisprudenza all'Università di Graz, entrò presto in contatto con Roberto Ghiglianovich (uno dei capi - assieme a Luigi Ziliotto - del partito autonomista, sempre più orientati verso la via irredentista italiana). Questi, notando il suo interesse per la storia, lo invitò a scrivere e pubblicare articoli su Il Dalmata, il principale giornale degli autonomisti. Una raccolta di questi primi scritti venne poi pubblicata dallo stesso Randi in forma anonima nel 1911, nell'opuscolo intitolato Per l'Italianità della Dalmazia. Appunti polemici, che volle essere una risposta alle asserzioni che il deputato croato dalmata Juraj Biankini faceva della Dalmazia quale terra croata "ante litteram".
Nel 1898 fu uno dei fondatori della Canottieri Diadora di Zara.
Divenuto ufficiale delle poste a Zara, con compiti anche in tutto il resto della regione, nel 1910 venne trasferito a Brno, in Moravia, ove decise (sempre su indicazione del Ghiglianovich) di lavorare ad un volume sul problema adriatico da pubblicare in Italia.
Ne nacque L'Adriatico. Studio geografico, storico e politico, edito nel 1914 dalla casa editrice Treves di Milano e compilato sulla base di dati fittissimi soprattutto sulle coste, le isole e le insenature dalmate che il Randi aveva raccolto nel corso degli anni.

## La Grande Guerra e la contesa adriatica
Tornato in Dalmazia, qui trascorse gli anni della prima guerra mondiale nella sua qualità di funzionario delle poste, pare anche collaborando segretamente con la Regia Marina Italiana.
Nell'immediato dopoguerra seguì dapprima come addetto stampa la delegazione italiana a Versailles, ancora una volta su interessamento del Ghiglianovich (aggregato alla Sezione di Marina quale esperto per la Dalmazia), e quindi lavorò poi presso l'Ufficio Stampa del dicastero degli Esteri a Roma. Non condivise il Trattato di Rapallo in base al quale della Dalmazia - rispetto al contenuto del Patto di Londra - solo Zara e l'isola di Lagosta vennero infine annesse al Regno d'Italia.

## L'attività politica e culturale e gli ultimi anni
Negli anni tra le due guerre Randi - dopo aver aderito al fascismo ed esser stato trasferito presso il Ministero della cultura popolare - continuò la sua attività di pubblicista scrivendo dei saggi, oltre che sulla storia della Dalmazia, anche sui popoli balcanici (come La Jugoslavia (1922) e una biografia su Nikola Pašić) sfruttando la sua ottima conoscenza del serbo-croato.
Nei giorni immediatamente successivi all'invasione della Jugoslavia da parte dell'Asse nell'aprile del 1941, Randi fu incaricato assieme a Luca Pietromarchi di redigegere il promemoria per il duce sulla questione dalmata, in vista delle trattative con la Germania per la spartizione della Jugoslavia. Annessa buona parte della Dalmazia all'Italia, Randi fu inviato dal governo italiano nella regione con compiti propagandistici e culturali. Rispetto però alle ottimistiche previsioni della vigilia (egli vide negli accordi di Roma che avevano sancito la creazione di un'ampia Dalmazia italiana lo stabilirsi di un per lui "giusto equilibrio" tra italiani e slavi nell'Adriatico), in poco tempo la situazione degenerò, e alla vigilia dell'armistizio fece ritorno a Roma.
Qui visse fino alla morte, sopraggiunta nel 1949, dopo aver collaborato saltuariamente con le prime associazioni di esuli istriano/dalmati.

## L'opera storica

### L'Adriaticoe gli altri scritti sulla Dalmazia
Gli scritti sulla Dalmazia di Randi risentono fortemente della "svolta irredentista" che si profilò tra gli autonomisti italiani della Dalmazia, soprattutto ai primi del XIX secolo. Rispetto alla vecchia storiografia dalmata perlopiù municipalista di metà/fine Ottocento (di cui furono esponenti illustri autori come Giacomo Chiudina, Lorenzo Benevenia e Vitaliano Brunelli), Randi si inserisce in quel filone di autori nuovi fortemente influenzati dall'ideologia e dalla prospettiva nazionale italiana.
Nella Dalmazia, per quanto abitata in stragrande maggioranza da popolazioni slave, Randi vedeva infatti un paese nettamente distinto dalla penisola Balcanica, altresì rivolto costantemente nella sua storia verso l'Italia e dove il peso storico della componente e della cultura italiana era pressoché costante e assoluto. In ciò egli risentiva, come molti suoi contemporanei, soprattutto della mentalità del civile "centro urbano italiano" contrapposto all'incolto "villaggio rurale slavo", il che lo portò a rigettare completamente l'identificazione dei dalmati slavi coi croati e a considerare la storia dei comuni dalmati come storia italiana a tutti gli effetti.
Questo assunto era funzionale al discorso politico riguardante una risistemazione dell'area adriatico-balcanica nella prospettiva di un prossimo dominio e/o influenza prevalente dell'Italia. È l'ipotesi di fondo espressa nel volume L'Adriatico (scritto negli anni delle esaltazioni nazionalistiche delle guerre balcaniche e della conquista della Libia da parte dell'Italia, contemporaneamente all'acuirsi delle tensioni tra italiani e slavi nell'Adriatico orientale) nel quale però Randi metteva anche all'erta sulla necessità di trovare un'intesa con gli altri popoli che vivono e gravitano sull'altra sponda, poiché altrimenti "l'Italia qualora tentasse la conquista di tutta quanta la costa orientale dell'Adriatico avrebbe contro di sé non solo Tedeschi, Ungheresi, Slavi, Greci e Albanesi, ma anche tre quarti dell'Europa".
Analogamente legati alla visione del nazionalismo italiano furono i successivi scritti sulle personalità italiane in Dalmazia impegnate nei decenni precedenti nella battaglia autonomista, alcune delle quali Randi ebbe modo di conoscerle personalmente. Scritti, per questo, invero alquanto interessanti e importanti, ma nei quali al contempo vi si descrissero in modo erroneo figure come quella di Antonio Bajamonti al pari di precursori della tesi circa l'annessione della Dalmazia all'Italia.

### Gli scritti di argomenti balcanici
Più discostanti invece dalle interpretazioni nazionalistiche furono le opere sulla realtà della Jugoslavia. Contrariamente infatti alle posizioni di autori come Luigi Federzoni e Attilio Tamaro (i quali evidenziavano la netta inconciliabilità, storica e attuale, tra serbi e croati), Randi pur presentando l'ovvia situazione eterogenea del neonato Regno dei Serbi, Croati e Sloveni non escludeva l'eventuale fusione dei tre popoli fondanti in una comune identità jugoslava.

## Opere
- Per l'Italianità della Dalmazia. Appunti polemici, Artale, Zara 1910 (scritto con lo pseudonimo di "Dalmaticus")
- L'Adriatico. Studio geografico, storico e politico, F.lli Treves, Milano 1914
- Appunti socio-geografici sulla Dalmazia in Rivista italiana di Sociologia, n. 3, Roma 1919
- La Jugoslavia, Istituto per l'Europa orientale, Roma 1922
- La Romania antica e moderna, Carra, Roma 1924
- Niccolò Tommaseo nella politica in La Rivista dalmatica (Rd), fasc. 4, Zara 1924
- Nicola P. Pašić, Anonima Romana Editoriale, Roma 1927
- I popoli balcanici, Cremonese, Roma 1929
- Dalla guerra a Rapallo, Rd, fasc. 3, Zara 1931
- Antonio Bajamonti, il "mirabile" podestà di Spalato, Società Dalmata di Storia Patria, Zara 1932
- L'attività di Luigi Ziliotto alla Conferenza di Parigi, Rd (estratto) Zara 1932
- La Questione Adriatica: replica a "La Nuova Europa" in La Vita Italiana, Roma 1932
- L'opera politica del senatore Roberto Ghiglianovich, Rd, fasc. 4, Zara 1935
- Nei Balcani, Società Nazionale "Dante Alighieri", Roma 1939
- Luigi Lapenna e l'autonomia dalmata, Rd (estratto), Zara 1941
- Roberto Ghiglianovich e l'estrema lotta per la Dalmazia italiana in Nuova Antologia (estratto) Firenze 1942
- Dalmazia etnica. Incontri e fusioni, Istituto per gli Studi di Politica Internazionale, Milano 1943
- Il senatore Roberto Ghiglianovich: mezzo secolo di storia dalmata, Rd (apparso dopo la morte in vari numeri tra il 1963 e il 1986), Venezia-Roma